# Jumillera albida
Jumillera albida är en svampart som beskrevs av J.D. Rogers, Y.M. Ju & F. San Martín 1997. Jumillera albida ingår i släktet Jumillera och familjen kolkärnsvampar.   Inga underarter finns listade i Catalogue of Life.